# Matabele

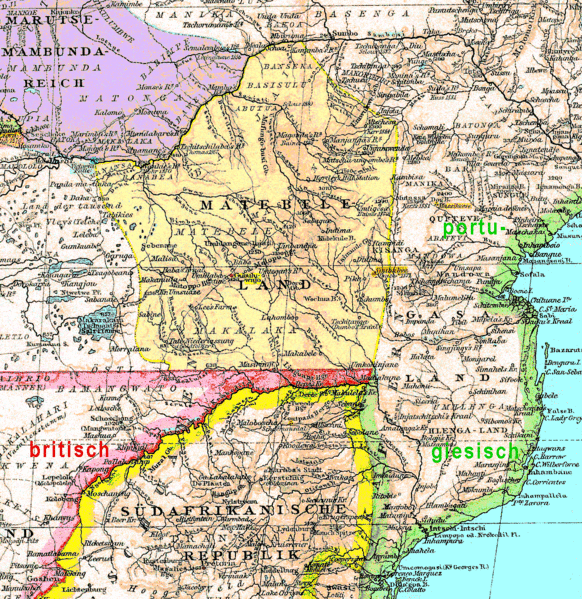
Matabele Land w 1887

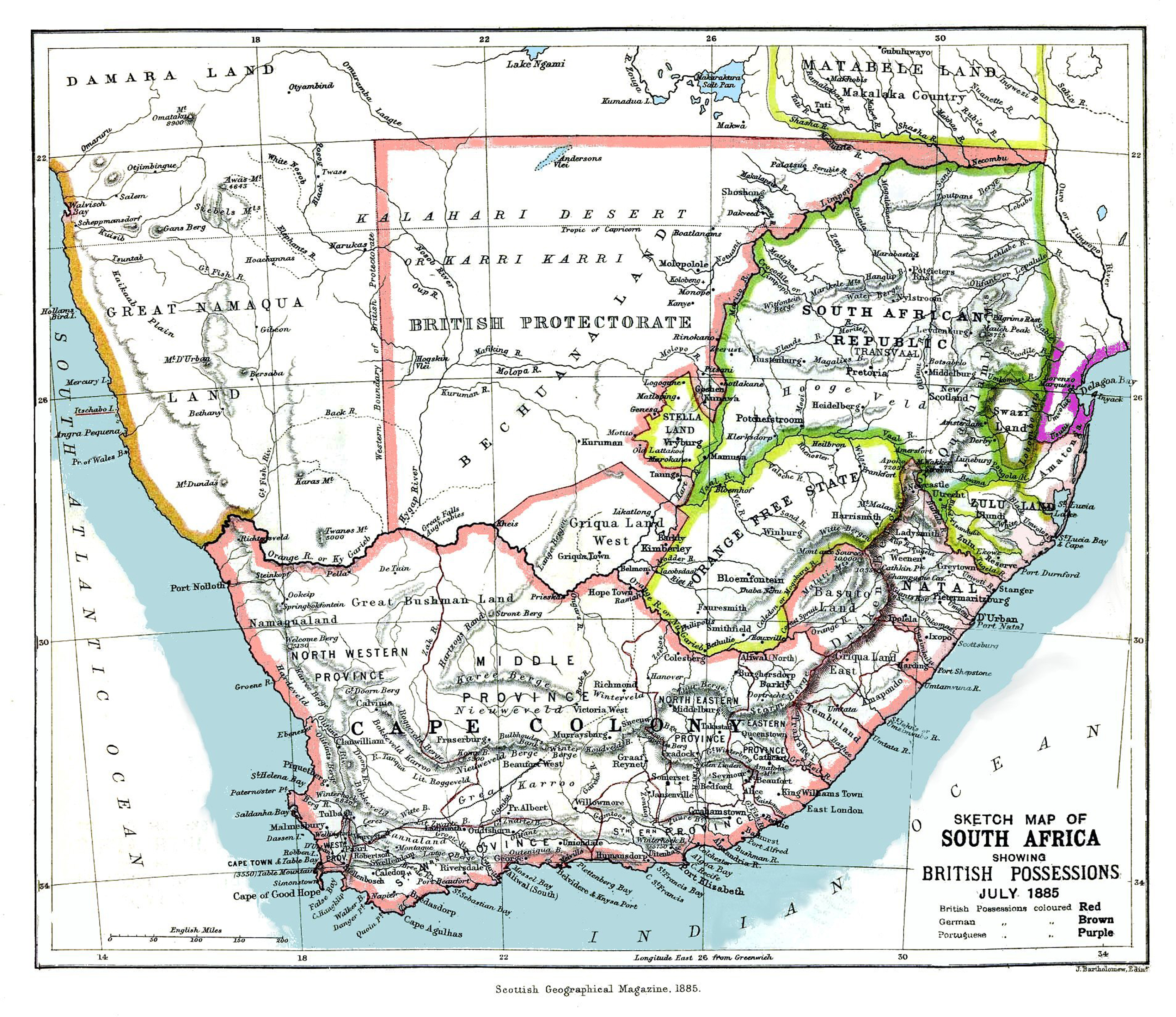
mapa Afryki południowej z 1885: Matabele Land w północno-wschodniej części mapy

Matabele – płaskowyż w Zimbabwe, znajdujący się między rzeką Zambezi i Limpopo. Historyczne państwo, utworzone około 1840 roku przez lud Matabele (także: Ndebele), opanowane przez Brytyjczyków w II połowie XIX wieku i po dwóch wojnach (1893 i 1896) ostatecznie podbite.